# Kodatalu, Honnali
Kodatalu là một làng thuộc tehsil Honnali, huyện Davanagere, bang Karnataka, Ấn Độ.